# Національна бібліотека Фінляндії

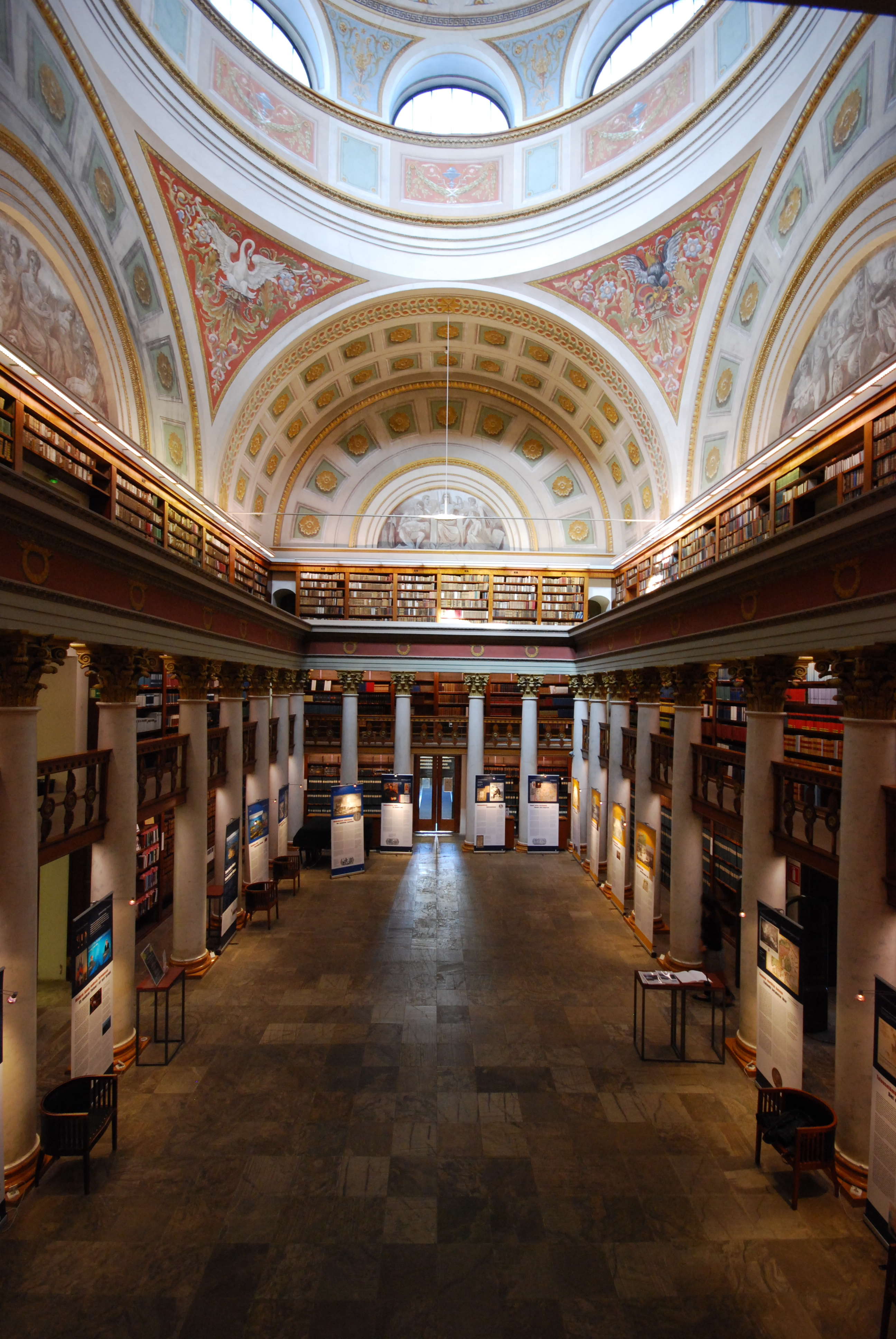
Купольний зал бібліотеки

Національна бібліотека Фінляндії (фін. Kansalliskirjasto), до 2006 року: Бібліотека Гельсінського університету (фін. Helsingin yliopiston kirjasto) — найстаріша й найважливіша наукова бібліотека Фінляндії. Водночас виконує функції університетської та національної бібліотеки. Бібліотека має цінну колекцію літератури зі славістики (450 000 томів), яка була зібрана ще за часів російського царизму, коли Гельсінська бібліотека мала право обов'язкового примірника всіх публікацій Російської імперії. 
Головний корпус бібліотеки, витримано в класицистичному стилі, спроєктував німецький архітектор Карл Людвіг Енгел й споруджено в 1840-1846 роках. Бібліотека розташована в центрі міста, безпосередньо навпроти головного корпусу Гельсінського університету.
У бібліотеці працюють 200 співробітників, її бюджет в 2008 році становив 18 млн євро.